# 더글러스 DC-5
더글러스 DC-5(Douglas DC-5, 더글러스 커머셜 모델 5)는 더글러스 DC-3 또는 더글러스 DC-4보다도 더 짧은 길이 및 노선 등을 목표로 설계한 소형 항공기이며, 계획상으로는 16~22인승 짜리의 수송기로 지금의 비치크래프트 1900과 같은 규모에 해당한 수송기이다. 그러나 1940년부터 상업 서비스를 본격적으로 돌입하였을 때에는 수많은 항공사들이 제2차 세계 대전 등을 이유로 발주가 대거 중단 및 취소되었다. 그 결과, 민간용 DC-5는 겨우 5대 정도만 제작한 것으로 보인다. 따라서 더글러스는 이미 제2차 세계 대전 당시에는 군사용으로 제작하는 것을 위주로 전환되었기 때문에, DC-5는 제한된 수량만 군사 형식으로 변형되어서 제조하였지만 실익이 전혀 없는 기체로 분류된다.

## 파생형 기종
Prototype DC-5
시제기는 윌리엄 E. 보잉에 의해 판매되었다. 이에 따라 보잉은 개인용 항공기로 16명의 승객용 좌석에 맞게 개조하였으며 후일 들어 이 기체를 발전시켜서 보잉 377까지 확산시키는 것에 일조하였다.
DC-5
기본형 여객기 버전으로는 5대의 항공기로, 그 중의 1대만 프로토타입을, 나머지 4대는 생산형 항공기로 제조되었다.
C-110
1942년 3월, 미국 육군 항공대가 오스트레일리아에서 군복무를 목적으로 이용하기 위해 구입하였던 인도네시아 국적의 KNILM 항공기 3대에 한하여 소급 지정되었다.
R3D-1
DC-5의 군사용 버전으로 제작하기 위해 미국 해군에서 16인승 규모의 수송기로 제작되었다. 3대만 제작하였으나, 그 중의 1대는 로스앤젤레스 국제공항의 지뢰밭에 추락하였고, 또 다른 1대는 1946년 1월에 퇴역하였으며, 마지막 1대는 더글러스 맥아더 장군이 1945년 1월에 퇴역한 것으로 추정된다.
R3D-2
R3D-1과 마찬가지로 DC-5의 군용 버전으로 제조되었지만, 미국 해병대를 위한 22인승 짜리의 낙하산 부대형으로 4대만 발주하였다.
R3D-3
NC21701로 등록된 시제기는 1942년 군부대에 판매되었고, 1946년 6월 30일 플로리다주 바나나리버의 미국 해군 항공 연구소에서 사용을 철회하였다.

## 운용사 목록

### 군용 운용사
오스트레일리아
- 왕립 오스트레일리아 공군
  - No. 21 Squadron RAAF

이스라엘
- 이스라엘 공군 - 단 1대 뿐인 DC-5를 운용함.

일본
- 일본 제국 육군 항공대 - 네덜란드령 동인도를 점령한 과정상 단 1대만 운용함.

미국
- 미국 육군 항공대 - 3대는 호주에서 1942년 C-110으로 개수된 형태로 운용된 상태임.[1]
- 미국 해군 - 2대의 R3D-1을 운용하였으나, 추가된 항공기는 인도받기 전에 추락하였다.[3] 1942년에는 시제품을 구매하였다.[4]
- 미국 해병대 - 4대의 R3D-2를 운용하였다.[3]

### 민간 운용사
오스트레일리아
- 오스트레일리아 국립 항공(영어판)
- 뉴 홀란드 항공 (New Holland Airways)

미국
- 윌리엄 E. 보잉이 1940년에 DC-5 1대를 2년 동안 운용하였으며, 1942년에는 미국 해군에 매각함.[4]

## 같이 보기
관련 항목
- 더글러스 A-20 하보크(영어판)

비슷한 시점의 경쟁 항공기
- 드 하빌랜드 플라밍고(영어판)

관련 목록
- 제2차 세계 대전의 항공기 목록(영어판)
- 여객기 목록(영어판)
- 미국의 군용기 목록(영어판)
- 1962년 이전의 미국 해군의 항공기 지명 목록(영어판)